# San Juanito de Escobedo
San Juanito de Escobedo es una localidad del estado mexicano de Jalisco. Es la cabecera del municipio de San Juanito de Escobedo.

## Toponimia
El nombre «San Juanito» hace referencia al santo patrono de la localidad: Juan el Bautista. El nombre «Escobedo» rinde homenaje a Antonio Escobedo, gobernador de Jalisco en el siglo XIX.

## Historia
La localidad fue fundada en 1512. El 30 de marzo de 1530 la población fue conquistada por Nuño Beltrán de Guzmán y recibió el nombre de San Juanito. En el siglo XIX su nombre fue cambiado a «San Juanito de Escobedo» en honor al gobernador de Jalisco, Antonio Escobedo.

## Demografía
| Gráfica de evolución demográfica |
|                                  |

| Censo | Población |
| ----- | --------- |
| 1900  | 1 066     |
| 1910  | 1 276     |
| 1921  | 1 398     |
| 1930  | 1 220     |
| 1940  | 1 875     |
| 1950  | 3 257     |
| 1960  | 3 770     |
| 1970  | 4 093     |
| 1980  | 4 473     |
| 1990  | 4 582     |
| 2000  | 5 007     |
| 2010  | 5 373     |
| 2020  | 5 595     |